# 树枝木球虫
树枝木球虫（学名：Drymosphaera dendrophora）为星球虫科木球虫属的动物。分布于中太平洋，包括东海等海域。